# Bad Bleiberg
Bad Bleiberg (szlovénül Plajberk pri Beljaku) termálfürdővel rendelkező osztrák üdülőváros Karintia Villachvidéki járásában. 2016 januárjában 2333 lakosa volt. 

## Elhelyezkedése

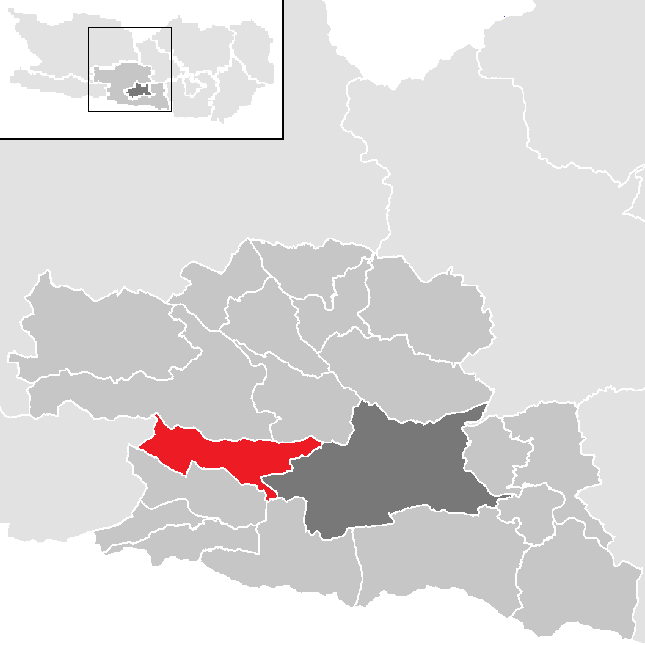
Bad Bleiberg a Villachvidéki járásban

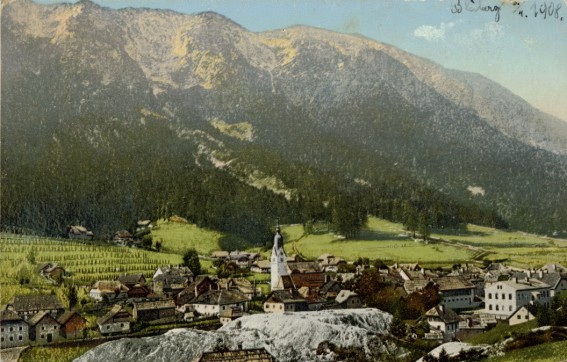
Bleiberg 1908-ban

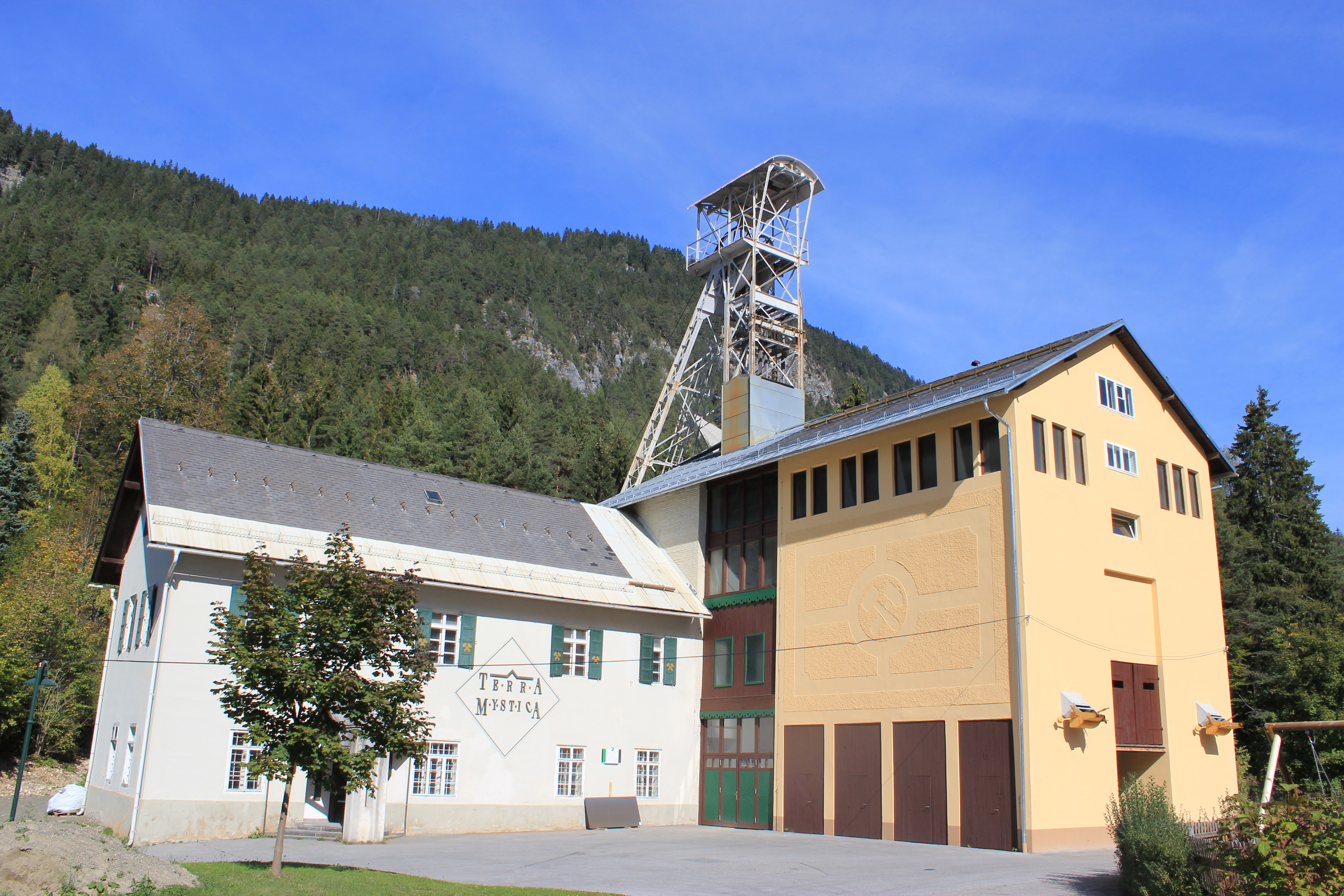
Az 1869-ben nyitott Rudolf-akna

Bad Bleiberg Karintia déli részén fekszik, Villachtól közvetlenül nyugatra, a 2166 m magas Dobratsch és a Bleibergi-érchegy között fekvő völgyben. Az önkormányzat 5 falut és egyéb településrészt fog össze: Bad Bleiberg (474 lakos), Bleiberg-Nötsch (936), Bleiberg-Kreuth (645), Hüttendorf (203), Kadutschen (67).
A környező települések: északra Paternion, északkeletre Weißenstein, keletre Villach, délkeletre Arnoldstein, délre Nötsch im Gailtal, nyugatra Sankt Stefan im Gailtal.

## Története
A mai Bleiberg területét - Villach környékével együtt - II. Henrik császár 1007-ben a bambergi püspöknek adományozta. A város neve Pleyberg formában először 1333-ban jelenik meg az írott forrásokban. 
A település történetét évszázadokon át meghatározó ólom- és cinkbányászat a 13. század második negyedében vette kezdetét. A 16. században a Fuggerek kezébe került a bányászat, akik az itteni ércet az arnoldsteini kohójukban dolgozták fel és ezüstöt is vontak ki belőle. 1556-os De re metallica c. könyvében Georgius Agricola külön figyelmet szentelt az ólomkinyerés karintiai módjának. 1717-ben a helyi bányászok részt vettek Belgrád ostromában és ezért Szavojai Jenő zászlót adományozott nekik (ez ma a világ legrégebbi bányászzászlója és a helyi Terra Mystica múzeumban tekinthető meg). 1759-ben Mária Terézia megvásárolta a bambergi püspök karintiai birtokait, így Bleiberg az osztrák államhoz került. 1780-ban Franz Xaver von Wulfen a St. Oswald-tárnában egy különleges mészkőfajtát, az ún. bleibergi kagylósmárványt fedezett fel, amelyet később épületek dekorációjára használtak.
A 18. század végén Bleibergnek 4 ezer lakosa volt. 1867-ben a bányászat a Bleiberger Bergwerks Union (BBU) kezében összpontosult. Az érckitermelés az első világháború során érte el csúcspontját, utána hanyatlásnak indult. 1931-ben a világválság hatására egy évre le is állították a bányákat. 1946-ban a BBU-t államosították. 1951-ben a fúrás során termálvízre bukkantak, amelyet egy fürdőben hasznosítanak. Az ólom- és cinkérc kitermelésével 1993-ban végleg felhagytak, néhány korábbi tárnában múzeumot rendeztek be.  
A bleibergi önkormányzat 1850-ben alakult meg. 1930-ban mezővárosi státuszt kapott, 1978-ban pedig a termálfürdőre való tekintettel Bad Bleibergre változtatta a nevét. 

## Lakossága
A Bad Bleiberg-i önkormányzat területén 2016 januárjában 2333 fő élt, ami jelentős csökkenést jelent a 2001-es 2753 lakoshoz képest. Akkor a helybeliek 95,8%-a volt osztrák, 1,9% boszniai, 1,1% német állampolgár. A szlovén kisebbség aránya alig érte el a 0,1%-ot. 66,2% római katolikusnak, 24,2% evangélikusnak, 1,6% mohamedánnak, 4,2% pedig felekezet nélkülinek vallotta magát.

## Látnivalók
- a bleibergi evangélikus templom
- a Dobratsch-hegyi Német kápolna
- a bleibergi katolikus templom

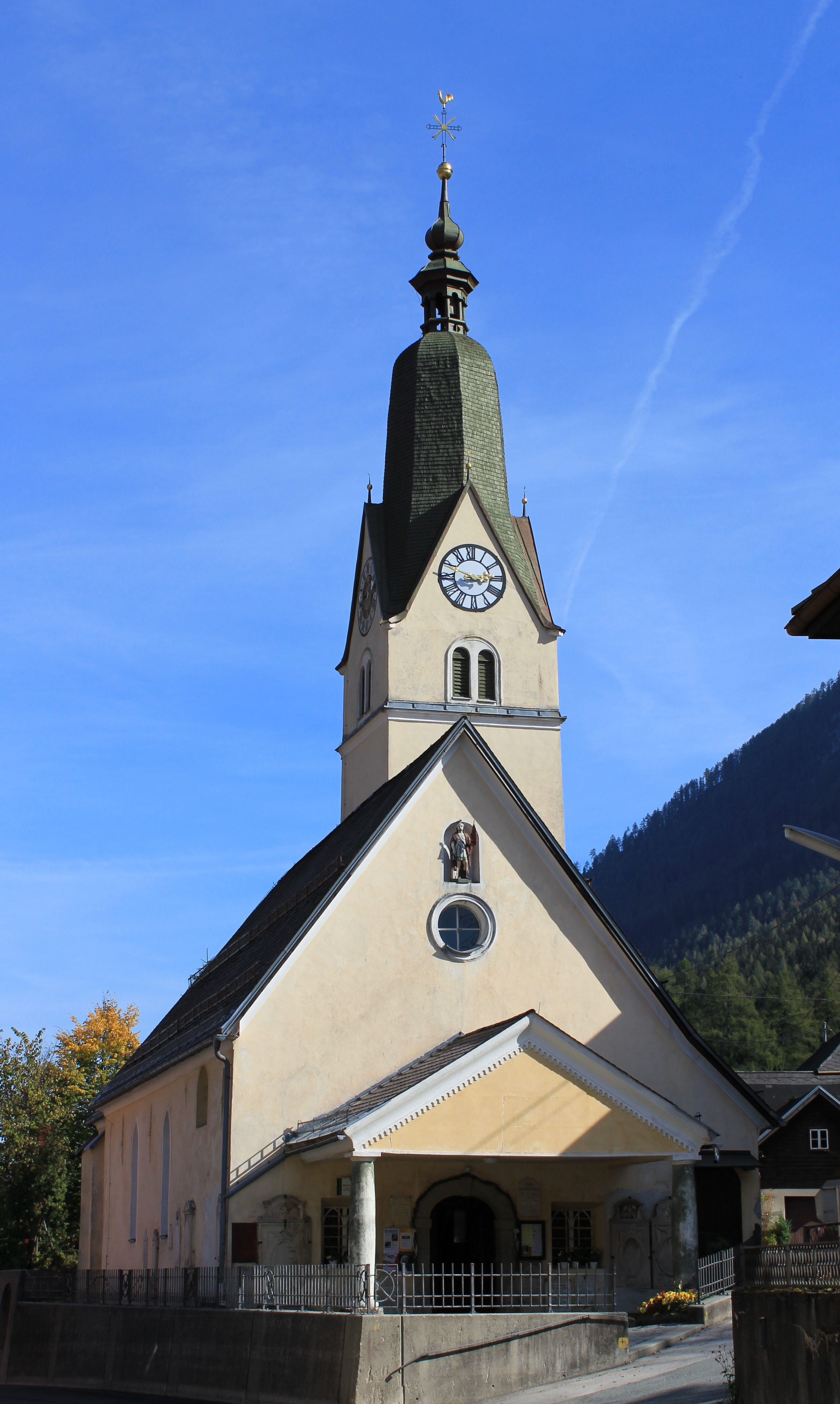
A Szt. Flórián katolikus templom

- a bleiberg-kreuthi katolikus templom
- a termálfürdő
- Terra Mystica bányamúzeum
- a bad bleibergi via ferrata
- 2010-ben az UNESCO Ausztria kulturális örökségének nyilvánította a bleiburgi bányászkultúrát, amelynek elemeit (különleges szókincs, Szt. Borbála-mise, beavatási szertartás) ma is igyekeznek megőrizni.

## Híres bleibergiek
- Oskar Potiorek (1853–1933) tábornok, Bosznia katonai kormányzója az első világháború kitörésekor

## Testvértelepülések
- Pradamano, Olaszország

## Fordítás
- Ez a szócikk részben vagy egészben  a   Bad Bleiberg című német Wikipédia-szócikk ezen változatának fordításán alapul.  Az eredeti cikk szerkesztőit annak laptörténete sorolja fel. Ez a jelzés csupán a megfogalmazás eredetét és a szerzői jogokat jelzi, nem szolgál a cikkben szereplő információk forrásmegjelöléseként.